# 1314 Paula
1314 Paula è un asteroide della fascia principale del diametro medio di circa 11,31 km. Scoperto nel 1933, presenta un'orbita caratterizzata da un semiasse maggiore pari a 2,2952712 UA e da un'eccentricità di 0,1751421, inclinata di 5,24439° rispetto all'eclittica.
Fu scoperto da Sylvain Julien Victor Arend e denominato Paula in onore della moglie.